# پاتریک گاردینر
پاتریک گاردینر (۱۹۲۲–۱۹۹۷) فیلسوف و استاد دانشگاه بریتانیایی در کالج مگدالن آکسفورد بود. عمده فعالیت‌های وی در زمینهٔ ایدئالیسم آلمانی و تفکرات شوپنهاور و کیرکگور بود.

## آثار
- شوپنهاور، پاتریک گاردینر، مترجم رضا ولی یاری، انتشارات مرکز

- The Nature of Historical Explanation (1952) Oxford University Press
- Kierkegaard (1988) Oxford University Press
- The Philosophy of History (Editor, 1974), Oxford Readings in Philosophy
- Nineteenth-century philosophy (Editor, 1969) The Free Press, New York